# Cercospora cannae
Cercospora cannae är en svampart som beskrevs av C.K. Bai, X.J. Liu & Y.L. Guo 1984. Cercospora cannae ingår i släktet Cercospora och familjen Mycosphaerellaceae.   Inga underarter finns listade i Catalogue of Life.